# Dionisio Ussai
Dionisio Ussai (9. října 1858 Gorice – 1945) byl rakouský právník a politik italské národnosti z Gorice a Gradišky, na počátku 20. století poslanec Říšské rady.

## Biografie
V roce 1878 se účastnil tažení rakousko-uherské armády v hodnosti desátníka. Byl radou vrchního zemského soudu v Gorici. Publikoval básně a prózu, zabýval se folklórem a furlanským nářečím. Byl členem obecní rady v Gorici.
Působil i jako poslanec Říšské rady (celostátního parlamentu Předlitavska), kam usedl v doplňovacích volbách do Říšské rady roku 1910, konaných podle všeobecného a rovného volebního práva. Byl zvolen za obvod Gorice 01. Nastoupil 24. listopadu 1910 místo Francesca Maraniho. Mandát zde obhájil ve volbách do Říšské rady roku 1911. Po volbách roku 1910 i 1911 byl uváděn coby člen poslaneckého Klubu liberálních Italů.